# Hertelendy Mátyás
Hertelendy Mátyás Zala megyei földbirtokos, nemes ember volt. Apja Hertelendy Tamás, a Hertelendy család Zala vármegyei ágának őse. Mátyás első említése a korabeli dokumentumokban, amikor 1495-ben, János, veszprémi püspök parancsára - Gáspár valamint Tamás, sümegi várnagyokkal együtt - fegyveresen megtámadta a Zala vármegyei Thadika várat. 
- 1511-ben "királyi ember"
- 1512-ben és 1513-ban Zala megye szolgabírája volt.

Hertelendy Mátyásnak négy fia; János, Mihály, Balázs, Tamás és két leánya; Ágota és Anna maradt. Jánostól származik a Zala megyei (vindornyalaki) főág, Mihály pedig a Vas megyei főág ősapja lett Ezeknek utódai képviselik a családot napjainkban.